# Mountain Home (Idaho)
Mountain Home ist eine Stadt in Idaho. Sie ist die größte Stadt und der Verwaltungssitz (County Seat) des Elmore County. Die Einwohnerzahl betrug 2020 knapp 16.000.

## Geschichte
Mountain Home war ursprünglich ein Postamt an der Rattlesnake Station, einer Postkutschenhaltestelle an der Overland Stage Line, etwa sieben Meilen (11 km) östlich der Stadt, an der heutigen US-20 Richtung Fairfield. Mit dem Anschluss an die Oregon Short Line Railroad im Jahr 1883 wurde das Postamt bergab und nach Westen an den heutigen Standort der Stadt verlegt.
Die Mountain Home Air Force Base, eine Einrichtung des Air Combat Command, befindet sich 12 Meilen (20 km) südwestlich der Stadt. Die Basis wurde 1943 während des Zweiten Weltkriegs eröffnet und war ursprünglich eine Bomber-Trainingsbasis und später eine operative Strategic Air Command Bomber- und Raketenbasis (1953–65). Im Januar 1966 wechselte sie zum Tactical Air Command (TAC) und zu Jägern; das TAC wurde 1992 vom Air Combat Command abgelöst.

## Demografie
Nach einer Schätzung von 2019 leben in Mountain Home 14.562 Menschen. Die Bevölkerung teilt sich im selben Jahr auf in 84,0 % Weiße, 2,8 % Afroamerikaner, 2,8 % amerikanische Ureinwohner, 3,2 % Asiaten, 0,1 % Ozeanier und 5,1 % mit zwei oder mehr Ethnizitäten. Hispanics oder Latinos aller Ethnien machten 13,4 % der Bevölkerung aus. Das mittlere Haushaltseinkommen lag bei 49.404 US-Dollar und die Armutsquote bei 16,4 %.
| Jahr | Einwohner¹ |
| ---- | ---------- |
| 1950 | 1.887      |
| 1960 | 5.984      |
| 1970 | 6.451      |
| 1980 | 7.540      |
| 1990 | 7.913      |
| 2000 | 11.143     |
| 2010 | 14.206     |
| 2020 | 15.979     |

¹ 1950 – 2020: Volkszählungsergebnisse

## Infrastruktur
Die Interstate 84 umgeht die Stadt und verläuft etwa eine Meile östlich; sie verbindet mit Boise 45 Meilen (72 km) im Nordwesten und Twin Falls 86 Meilen (138 km) im Südosten.

## Söhne und Töchter der Stadt
- Ford Rainey (1908–2005), Schauspieler
- Richard McKenna (1913–1964), Autor
- James F. Reilly (* 1954), Astronaut